# Janisch Éva
Janisch Éva (Budapest, 1961. augusztus 24. –) magyar színésznő.

## Életpályája
1980–1984 között a Színház- és Filmművészeti Főiskola hallgatója volt. 1984–1994 között a Szegedi Nemzeti Színház, 1994 óta a Győri Nemzeti Színház tagja.
Férje, Kovács Zsolt színművész, akivel 1988-ban kötött házasságot. 1988-ban született meg lányuk, Anna Katinka.

## Fontosabb színházi szerepei
- Georges Feydeau: A hülyéje – Madame Pinchard

- Szerb Antal: Képtelen királyság – Clodia
- Csiky Gergely: Buborékok – Özvegy Sereczkyné
- Friedrich Schiller: Ármány és szerelem – Millerné
- Kszel Attila: Hanyistók – Mézeskalácsos/Kínai tudós
- Lehár Ferenc: A víg özvegy – Olga
- Lionel Bart: Oliver! – Mrs Corney, az árvaház igazgatónője, fúria
- Ödön von Horváth: A végítélet napja – Ügyész
- Olt Tamás: Minden jegy elkelt – Kürthy Sári
- Jávori Ferenc Fegya – Miklós Tibor – Kállai István – Böhm György: Menyasszonytánc – Blumné szül. Rozencweig Ella
- Agatha Christie: Váratlan vendég – Mrs. Margaret Warwick
- Szabó Magda: Régimódi történet – Nánásyné / Hofferné
- Tanádi István: Szibériai csárdás – Holotkova
- Huszka Jenő – Bakonyi Károly – Martos Ferenc: Bob herceg – Mary Pickwick
- Mikszáth Kálmán – Závada Pál: Különös házasság – Fáyné, Buttler nagynénje
- Georges Feydeau: Bolha a fülbe – Eugénie
- Szabó Magda: Abigél – Mimó néni, Vitay tábornok nővére
- Kszel Attila: Szemben a nappal – Angyalka néni, helyi hírközpont

- Lloyd Webber-Rice: Jézus Krisztus szupersztár - Mária Magdolna
- Barillet-Grédy: Kaktusz virága - Stefani
- Gábor: Mágnás Miska - Marcsa
- Shakespeare: Rómeó és Júlia - Dajka
- Kszel Attila: Arany - Rebus, szomszédasszony
- Schwajda György: Csoda - Cselédlány
- Osztrovszkij: Farkasok és bárányok - Anfusza Tyihonovna
- Ilf-Petrov: Tizenkét szék - Jelena, Ippolit volt szerelme
- Kszel Attila: A császár keze - Gizi mama szakácsnő
- Tolsztoj: Anna Karenina - Dada, Első asszony
- Scarnacci – Tarabusi: Kaviár és lencse - Matilda
- Petőfi Sándor: A helység kalapácsa - Bíró felesége
- Egressy Zoltán: Június - Kendőárus
- William Shakespeare: A windsori víg nők - Dr. Caius házvezetőnője
- Móricz Zsigmond: Úri muri - Cigányasszony
- Arthur Miller: Salemi boszorkányok - Tituba, Parris néger szolgálója
- Márton Gyula: Csinibaba - Terike, kalauznő
- Kacsoh – Heltai – Bakonyi: János vitéz - A gonosz mostoha
- Kszel Attila: Al Addin - A dadus
- Knighton-Wildhorn: A Vörös Pimpernel - Marie Grosholtz
- Kander-Ebb-Masteroff: Kabaré - Schneider kisasszony
- Tolcsvay-Müller-Müller: Isten Pénze - Fezziwigné
- Ionesco: Rinocérosz - Polgárasszony Mme Boeuf
- Hugo: Nyomorultak - Madame Thenardier
- Tamási: Énekes madár - Magoló

## Film és TV-s szerepei
- Elcserélt szerelem
- Komédiások – Színház az egész...
- Zsaruvér és Csigavér I.: A királyné nyakéke
- Mario
- Drága örökösök – A visszatérés

## Díjai, elismerései
- Kisfaludy-díj (2010)
- TAPS-díj (2016)